# Baía de Camamu
A baía de Camamu é a terceira maior baía do Brasil e a segunda do estado da Bahia, ficando — em volume de água — atrás da baía de Todos os Santos e da baía de Guanabara, esta última no estado do Rio de Janeiro.
Possui diversas ilhas em tamanhos variados, praias e ambiente preservado de mata e mangues.
Situada no litoral sul da Bahia, a 335 quilômetros da capital, Salvador, possui lugares históricos e turísticos como Igrapiúna, Camamu e Maraú.